# Reconciliatio et paenitentia
Reconciliatio et paenitentia (česky Smíření a pokání) je apoštolská exhortace papeže Jana Pavla II., pronesená 2. prosince 1984 v bazilice svatého Petra v Římě, která vzešla z šestého generálního shromáždění biskupské synody konaného v roce 1983. Je čtvrtou apoštolskou exhortací Jana Pavla II. a představuje „Ježíše jako Usmířitele rozvráceného světa“.

## Struktura
Jan Pavel II. začal svou výzvu připomínkou Markova evangelia – Mk 1, 15 (Kral, ČEP), tedy slov, kterými Ježíš začal své kázání: „Čiňte pokání a věřte evangeliu.“ V návaznosti na toto téma se papež věnoval „smíření a pokání v poslání církve v dnešní době“. V návaznosti na své učení o tajemství vykoupení papež představil Ježíše jako Usmířitele rozvráceného světa a vyzval církev i svět, aby znovu objevily cestu pokání, jedinou cestu, která může vést k plnému smíření.
Exhortace má tři části, úvod a závěry. V úvodu se hovoří o rozdělení a obtížích moderního světa. Zdůrazňuje přirozenou touhu lidstva po smíření. První kapitola pojednává o tom, že posláním církve zůstává obrácení srdcí.
Druhá část nese název „Láska, která je větší než hřích“ a označuje hřích za příčinu ran, které si jednotlivci způsobují sami sobě, Bohu a svým bližním. Pojednává o osobním a společenském rozměru hříchu. Třetí kapitola pojednává o prostředcích, jimiž církev podporuje pokání, smíření a uzdravení, a vrací se k tématu z Markova evangelia 1,15: „Čiňte pokání a věřte evangeliu“.
Závěrečná část obsahuje výzvu k jednotě a obrácení srdcí. Učení o strukturálním hříchu obsažené v této exhortaci bylo později rozebráno také v papežově encyklice Sollicitudo rei socialis z roku 1987.

## Obsah
Papež použil podobenství o marnotratném synovi, aby vysvětlil proces obrácení a smíření a že Bůh Otec je „bohatý na milosrdenství“ a vždy připraven odpustit. „Smíření je především darem nebeského Otce“ a iniciativou z jeho strany. Poznamenává, že starší bratr se také musí obrátit od svého sobectví a žárlivosti. Každý člověk je marnotratným synem i starším bratrem, oba potřebují smíření.
Jan Pavel popisuje hřích jako „...neposlušnost člověka, který svým svobodným činem neuznává Boží svrchovanost nad svým životem, alespoň v tom konkrétním okamžiku, kdy přestupuje Boží zákon“, a právě hřích je v konečném důsledku příčinou všech rozdělení a konfliktů v lidské společnosti. V exhortaci se také hovoří o pohledu Jana Pavla II. na „strukturální hřích“. Papež trvá na tom, že hřích je svobodný osobní čin. Na „sociální hřích“ nahlíží trojím způsobem: za prvé, že osobní hřích má sociální dopady, za druhé, že některé hříchy se přímo dotýkají bližních, a za třetí, že sociální hřích se týká vztahů mezi lidskými společenstvími. Papež odmítl oddělování a stavění do protikladu osobního a sociálního hříchu způsobem, který vede k rozmělnění a případnému zrušení osobního hříchu a nahrazení jeho místa sociální vinou a odpovědností.
Souhlasí s výrokem papeže Pia XII., že „hříchem století je ztráta smyslu pro hřích“, a potvrzuje učení církve o rozdílu mezi smrtelnými a všedními hříchy. Odsuzuje názor, podle něhož se všechna selhání svádějí na společnost a jednotlivec je prohlášen za nevinného, nebo který natolik zdůrazňuje environmentální a historické podmíněnosti a jejich vlivy, že snižuje odpovědnost člověka do té míry, že neuznává jeho schopnost konat skutečně lidské skutky, a tedy i jeho schopnost hřešit.